# 아무르 소비에트 사회주의 공화국
아무르 소비에트 사회주의 공화국(러시아어: Аму́рская Трудова́я Социалисти́ческая Респу́блика) 또는 아무르 사회주의 연방공화국(러시아어: Аму́рская Социалисти́ческая Федерати́вная Респу́блика) (1918년 4월 10일-9월 18일)은 1918년 아무르주 지역에 수립된 정치적 구심체로, 공식적으로는 명목상 러시아 소비에트 연방 사회주의 공화국(RSSR)의 일부였다. 이 국가의 수도는 블라고베셴스크였다.

## 설립
러시아 내전이 발발한 이후 블라고베셴스크 내에서는 행정부, 시의회, 지역 농촌의회 사이 거대한 권력투쟁이 일어났다.
1918년 1월 13일(26일)에는 블라고베셴스크의 노동자와 군인 부관들은 도시를 장악했다고 발표한 후, 2월 25일에는 블라고베셴스크 IV 의회의 농민대표와 행정부가 러시아 아무르 지역 세력을 장악하였다. 기존의 젬스트보(지역 정부) 및 시 정부는 전부 해체되었다.
1918년 3월 6일에서 13일 사이에 이반 미하일로비치 가모프가 이끄는 지역정부 및 지역 카자크인들을 규합해여 모은 세력이 가모프 반란을 일으켰으나, 소비에트 정부는 이 반란을 강압적으로 진압하고 이 지역을 다시 재장악하였다.
4월 10일에는 V 농민의회가 러시아 소비에트 연방 사회주의 공화국의 일부인 아무르 노동자 사회주의 공화국의 수립을 선포, 승인하였다.

## 행정기관 및 지도자
이 공화국의 일반 행정은 30명의 위원을 둔 집행위원회가 담당했으며, 위원회 의장은 표도르 니카노로비치 무킨(아무르 노동자 사회주의 공화국 국가원수 권한대행)이었다.
공장 및 공장 노동자를 묶어 하나의 기업 형태로 만들었다. 이 노동자 그룹들이 모여 전도시위원회 대표회의를 세워 각 공장 및 도시의 정책을 세웠고 지역, 국가 규모의 전체적인 행정관리는 국가경제위원회가 담당했다. 이 경제위원회의 의장은 미하일 에르네스토비치 델비그였다.
또한, 이 공화국에는 군사혁명본부, 감사위원회, 반투쟁혁명위원회, 혁명재판소 등의 기관이 있었다.

## 해체
이 공화국은 중국 영토와 잔존한 러시아 영토에 남아있는 반볼셰비키와의 전투를 계속했다. 6월 29일에는 소비에트 정부가 전복된 블라디보스토크로 군사를 파견하였으며, 그 결과 공화국 내 군사력은 약화되었다. 8월에는 공화국 내에 반소비에트 활동이 거세졌으며 아무르강 연안 주거지에서 카자크와 농민봉기가 시작되었다. 1918년 9월 18일, 블라고베셴스크가 간섭군에게 함락당해 백군의 수중으로 넘어갔다. 잔존한 소비에트군은 아무르주 북부 지역에서 저항을 계속했다. 이후 아무르 노동자 사회주의 공화국이 멸망하였다.